# A Timon és Pumbaa epizódjainak listája
Ez a lap a Timon és Pumbaa című sorozat epizódjait mutatja be. 

## Évadok áttekintése
| Évad | Évad | Epizód | Évadpremier         | Évadfinálé           |
| ---- | ---- | ------ | ------------------- | -------------------- |
|      | 1    | 25     | 1995. szeptember 8. | 1995. december 29.   |
|      | 2    | 21     | 1996. szeptember 2. | 1996. november 25.   |
|      | 3    | 39     | 1999. január 1.     | 1999. szeptember 24. |

## Évadok

### Első évad (1995)
| #   | #   | Eredeti cím                                                                  | Magyar cím | Eredeti premier      | Csatorna   |
| --- | --- | ---------------------------------------------------------------------------- | --- | -------------------- | ---------- |
| 1.  | 1.  | Boara BoaraSaskatchewan Catch                                                | Villámcsapás (InterCom) Bora Bora (RTL Klub)A nagy fogás (InterCom) Saskatchewani elkapás (RTL Klub)                                               | 1995. szeptember 8.  | Syndicated |
| 2.  | 2.  | Kenya Be My Friend?Rafiki Fables: Good Mousekeeping                          | Kenya: Kever a haver (InterCom) Leszöl a barátom? (RTL Klub)Rafiki tanmeséi: Jó egértartást                                                        | 1995. szeptember 15. | Syndicated |
| 3.  | 3.  | Brazil NutsSouth Sea SickSong: The Lion Sleeps Tonight                       | Bekígyózva (InterCom) Brazil mogyi (RTL Klub)Déli-tenger: Bendőgőz (InterCom) Dél-tengeri betegség (RTL Klub)Dal: A jó oroszlán ma békésen szunyál | 1995. szeptember 16. | CBS        |
| 4.  | 4.  | Never EvergladesThe Laughing Hyenas: Cooked Goose                            | Rém ronda csirke (InterCom) Gyengéd rokonság (RTL Klub)Hiénatrió: Gnú gógyi                                                                        | 1995. szeptember 22. | Syndicated |
| 5.  | 5.  | Yukon ConDoubt of Africa                                                     | Az aranyrög és kólás kupak (InterCom) Áskálódók (RTL Klub)Távol a fricskától                                                                       | 1995. szeptember 23. | CBS        |
| 6.  | 6.  | How to Beat the High Costa RicaSwiss Missed                                  | Costa Rica: A becsületes megtaláló (InterCom) Hogyan éljünk nagy négylábon (RTL Klub)Óramű-vész (InterCom) Svájci hajcihő (RTL Klub)               | 1995. szeptember 29. | Syndicated |
| 7.  | 7.  | Russia HourYou Ghana Join the Club                                           | Orosz Rosi (InterCom) Ha sürget a piruett (RTL Klub)Csatlakozz a klubhoz! (InterCom) Ted-ide Ted-oda klubtagság (RTL Klub)                         | 1995. szeptember 30. | CBS        |
| 8.  | 8.  | Uganda Be an ElephantTo Kilimanjaro Bird                                     | Uganda: Pumpafánt (InterCom) Uganda légy elefánt (RTL Klub)Csőbe húzva (InterCom) A Kilimandzsáró ó-madara (RTL Klub)                              | 1995. október 6.     | Syndicated |
| 9.  | 9.  | Rocky Mountain LieAmazon Quiver                                              | Hegyi fagyi (InterCom) Sziklás hazugság (RTL Klub)Dzsungel frász                                                                                   | 1995. október 7.     | CBS        |
| 10. | 10. | French FriedThe Laughing Hyenas: Big Top Breakfast                           | Sülve-főve (InterCom) Francia sültkrumpli (RTL Klub)Hiénatrió: Reggeli csúcsreggeli                                                                | 1995. október 13.    | Syndicated |
| 11. | 11. | Madagascar About YouTruth or ZaireSong: Yummy Yummy Yummy                    | Elkanászodott nászÁlbébik (InterCom) Igazság vagy vigazság (RTL Klub)Dal: Nyammi, Nyammi, Nyammi                                                   | 1995. október 14.    | CBS        |
| 12. | 12. | Mojave DessertedRafiki Fables: Beauty and the Wildebeest                     | Sivatagi nyuszi-pusziRafiki tanmeséi: A csúf gnú és a pofás patás                                                                                  | 1995. október 21.    | CBS        |
| 13. | 13. | Don't Break The ChinaThe Laughing Hyenas: Can't Take A YolkSong: Stand By Me | Panda-banda (InterCom) A kínai kínjai (RTL Klub)Hiénatrio: Tojássárga irigységDal: Állj mellém                                                     | 1995. október 28.    | CBS        |
| 14. | 14. | The Pain in SpainFrantic Atlantic                                            | Spanyolország: A bikák legjobbika (InterCom) Spanyol bajok (RTL Klub)Hangy-arktisz                                                                 | 1995. november 3.    | Syndicated |
| 15. | 15. | Unlucky in LesothoRafiki Fables: Rafiki's Apprentice                         | Pech riadó és mázli hajhászatRafiki tanmeséi: Rafiki tanonca                                                                                       | 1995. november 4.    | CBS        |
| 16. | 16. | Tanzania ZanyGuatemala Malarkey                                              | Tanzániai zakkantGuatemala halandzsa | 1995. november 10.   | Syndicated |
| 17. | 17. | Mombasa-In-LawThe Laughing Hyenas: TV Dinner                                 | Anyós riadóHiénatrio: TV szakács | 1995. november 11.   | CBS        |
| 18. | 18. | Back Out in the OutbackGabon with the Wind                                   | Az isten háta mögött-ön is túlElgabonázta a szél                                                                                                   | 1995. november 17.   | Syndicated |
| 19. | 19. | Timon's Time TogoThe Law of the Jungle                                       | Timon OdaátA dzsungel törvénye | 1995. november 24.   | Syndicated |
| 20. | 20. | Manhattan MishapParaguay Parable                                             | Manhattani malőrParaguayi párbeszéd | 1995. november 25.   | CBS        |
| 21. | 21. | Be More PacificGoing Uruguay                                                 | A pontosság fontosságaMenni egy irányba | 1995. december 1.    | Syndicated |
| 22. | 22. | Let's Serengeti Out of HereCongo on Like This                                | Szeretgesse, akit akarjaEz így nem ehet tovább! | 1995. december 9.    | CBS        |
| 23. | 23. | Okay Bayou?Shake Your Djibouti                                               | Mocsári locsifecsiRiszáld a sörényed | 1995. december 16.   | CBS        |
| 24. | 24. | Yosemite RemedyRafiki Fables: The Sky Is Calling                             | Bűnöző üldözőkRafiki tanmeséi: Múló hullócsillag                                                                                                   | 1995. december 22.   | Syndicated |
| 25. | 25. | Mozam-BeakedOcean Commotion                                                  | Mozam-bikákTengeri reggeli | 1995. december 29.   | Syndicated |

### Második évad (1996)
| #   | #   | Eredeti cím                                                  | Magyar cím                                     | Eredeti premier      | Csatorna   |
| --- | --- | ------------------------------------------------------------ | ---------------------------------------------- | -------------------- | ---------- |
| 26. | 1.  | Palm BeachedJamaica Mistake?                                 | Szorongató szundiVámpirítós                    | 1996. szeptember 2.  | Syndicated |
| 27. | 2.  | Oregon AstrayNew Guinea Pig                                  | Ha gátat szab a gubaszagAgyarral agyalva       | 1996. szeptember 9.  | Syndicated |
| 28. | 3.  | Isle of ManhoodPuttin' on the Brits                          | Nagy leszek, felnőtt leszekRóka fogta buta     | 1996. szeptember 14. | CBS        |
| 29. | 4.  | Klondike ConIsle Find Out                                    | Arany erényÁjtatos ácsorgók                    | 1996. szeptember 16. | Syndicated |
| 30. | 5.  | Beetle RomaniaRumble in the Jungle                           | Átok rátokJumbi a dzsungelban                  | 1996. szeptember 21. | CBS        |
| 31. | 6.  | Wide Awake in WonderlandZazu's Off-by-One Day                | Mese, mese, mesketeZazu plusz-mínusz egy napja | 1996. szeptember 23. | Syndicated |
| 32. | 7.  | Animal BarnRoach Hotel                                       | Oltári disznóságokSváb megszállás              | 1996. szeptember 28. | CBS        |
| 33. | 8.  | Africa-Dabra!I Don't Bolivia                                 | Africa-dabraHiszi a piszi, aki manguszta       | 1996. szeptember 30. | Syndicated |
| 34. | 9.  | Shopping MauledLibrary Brouhaha                              | Botrány a boltbanKönyvtári kalamajka           | 1996. október 5.     | CBS        |
| 35. | 10. | Catch Me if You KenyaScent of the South                      | Gyűjtő szenved, te éljValaki bűzlik            | 1996. október 7.     | Syndicated |
| 36. | 11. | Monster MassachusettsHandle with Caribbean                   | Szörnyű szépségKaribi kalózok karmaiban        | 1996. október 12.    | CBS        |
| 37. | 12. | Forbidden PumbaaWashington Applesauce                        | Tiltott PumbaaWashingtoni almaszósz            | 1996. október 14.    | Syndicated |
| 38. | 13. | Alcatraz MatazOahu Wahoo                                     | Alcatrazi ramazuriHawaii hunkok                | 1996. október 19.    | CBS        |
| 39. | 14. | I Think I CanadaZazu's Off Day Off                           | Szerintem enni fogZazu foglalt szabadnapja     | 1996. október 21.    | Syndicated |
| 40. | 15. | Beast of EdenSense & Senegambia                              | Édentől állatiraÉrtelem és érzekszervem        | 1996. október 26.    | CBS        |
| 41. | 16. | Timon on the RangeThe Man from J.U.N.G.L.E.                  | VadnyugatimonA dzsungel hőse                   | 1996. október 28.    | Syndicated |
| 42. | 17. | Maine-IacsFiji-Fi-Fo-Fum                                     | MunkamániaKajálom                              | 1996. november 4.    | Syndicated |
| 43. | 18. | Rome AloneAmusement Bark                                     | Róma rémeHódhajhászat                          | 1996. november 9.    | CBS        |
| 44. | 19. | Once Upon a Timon                                            | Mangusztörténelem                              | 1996. november 11.   | Syndicated |
| 45. | 20. | Home is Where the Hog Is                                     | Pumbaa édes otthona                            | 1996. november 18.   | Syndicated |
| 46. | 21. | Bumble in the Jungle + Beethoven's WhiffMind Over Matterhorn | Melós melodiak plusz Beethoven…Szarvashibák    | 1996. november 25.   | Syndicated |

### Harmadik évad (1998-1999)
| #   | #   | Eredeti cím                                                    | Magyar cím                                                       | Eredeti premier      |
| --- | --- | -------------------------------------------------------------- | ---------------------------------------------------------------- | -------------------- |
| 47. | 1.  | WhiffTo Be Bee or Not To Be Bee                                | Spórolj a sporttalHa csiped, ha nem                              | 1999. január 1.      |
| 48. | 2.  | Luck Be a MeerkatJust When You Thought You'd Cuisine It All    | Manguszta mázliKeverem-kavarom, csűröm-csavarom                  | 1999. január 8.      |
| 49. | 3.  | Lemonade Stand OffBig Jungle Game                              | Üdítő üzérekNagy erdei játékok                                   | 1999. január 15.     |
| 50. | 4.  | Boo Hoo BouquetTimon… Alone                                    | Bánat bokrétaA manguszta magánya                                 | 1999. január 22.     |
| 51. | 5.  | So Sumo MeNow Museum, Now You Don't                            | Se szumó, se szamaVolt múzeum, nincs múzeum                      | 1999. január 29.     |
| 52. | 6.  | Visiting Pig-nitariesThe Truth About Kats and Hogs             | Méltatlan méltóságokAmilyen a disznó, olyan a manguszta          | 1999. február 5.     |
| 53. | 7.  | Escape From NewarkTruth Be Told                                | Édenből édenbeGaz ami igaz                                       | 1999. február 12.    |
| 54. | 8.  | Throw Your Hog in the RingSlalom Problem                       | Disznó a ringbenHa lejt a lejtő                                  | 1999. február 19.    |
| 55. | 9.  | Circus JerksNest Best Thing                                    | Cirkuszi majmokKétes fészek                                      | 1999. február 26.    |
| 56. | 10. | Super Hog-ODon't Have the Vegas Idea                           | Húsos húsPróba szerencse                                         | 1999. március 5.     |
| 57. | 11. | Hot Enough For Ya?Werehog of London                            | Van, aki forrón szereti?A farkasdisznó éjszakája                 | 1999. március 12.    |
| 58. | 12. | Bigfoot, LittlebrainAstro-Nots                                 | Ész hova mészAsztro… Nane!                                       | 1999. március 19.    |
| 59. | 13. | Robin HoodwinkedSerengeti Western                              | Becsali Robin HoodSzerengeti western                             | 1999. március 26.    |
| 60. | 14. | All Pets Are OffBoary Glory Days                               | Kedvencem a kedvencemRégi szép idők                              | 1999. április 2.     |
| 61. | 15. | Two for the ZooThe Swine in the Stone                          | Miénk az ÁllatkertKőbe zárva                                     | 1999. április 9.     |
| 62. | 16. | You May Have Already Won Six Million BakraMy Meteor, My Friend | Értesítjük, hogy ön nyert 6 millió buznyákotA meteorom a barátom | 1999. április 16.    |
| 63. | 17. | Jungle SlickersDon't Wake the Neighbear                        | Hajszálnyi haztajMedvetánc                                       | 1999. április 23.    |
| 64. | 18. | Recipe for DisasterGoing Over-Boar'd                           | A balhé receptjeA kapitány a komám                               | 1999. április 30.    |
| 65. | 19. | Ivy BeleagueredBroadway Bound & Gagged                         | Babérkoszorús babéron ülőBirkózás a Broadwayn                    | 1999. május 7.       |
| 66. | 20. | Steel HogDealer's Choice Cut                                   | Röfi a mocinSzerencsejáték                                       | 1999. május 14.      |
| 67. | 21. | Space HamYou Bet Your Tuhkus                                   | ŰrszekercékVigye vásárra a bőrét                                 | 1999. május 21.      |
| 68. | 22. | No-Good SamaritanLiving in De Nile                             | Mihaszna szamaritánusHasznos uti tippek                          | 1999. május 28.      |
| 69. | 23. | One Tough BugPirates of Pumbzance                              | Rettentő rovarKalóz kár                                          | 1999. június 4.      |
| 70. | 24. | Miss PerfectHakuna Matata U.                                   | Miss TökéletesHakuna Matata suli                                 | 1999. június 11.     |
| 71. | 25. | Pig-MalionWhy No Rhino                                         | A süntan-áraA boldogság kék orrszarvúja                          | 1999. június 18.     |
| 72. | 26. | War HogsThe Big No Sleep                                       | AcsarkodókA nagy nem alvás                                       | 1999. június 25.     |
| 73. | 27. | Common ScentsMister Twister                                    | Szagom a vagyonomForgószél vadászok                              | 1999. július 2.      |
| 74. | 28. | Don't Be ElfishLights, Camera, Traction                        | Huncut krampuszCsillagokat látva                                 | 1999. július 9.      |
| 75. | 29. | The Running of the BulliesSpecial Defects                      | A bikafuttatásKülönleges defektek                                | 1999. július 16.     |
| 76. | 30. | Wishy WashyIce Escapades                                       | Óhajom sóhajomA jég hátán is                                     | 1999. július 23.     |
| 77. | 31. | Guru-SomeJailhouse Shock                                       | Guru-szerűségBörtönsokk                                          | 1999. július 30.     |
| 78. | 32. | Nearly DepartedEarly Bird Watchers                             | Majdnem boldogulvaKis korán kel...                               | 1999. augusztus 6.   |
| 79. | 33. | The Spy's the LimitReady, Aim, Fire                            | Ha kém, hanem kémVigyázz, kész, tűz!                             | 1999. augusztus 13.  |
| 80. | 34. | TimoncchioGhost Boosters                                       | TimonkióSzellemes eset                                           | 1999. augusztus 20.  |
| 81. | 35. | Stay Away from my Honey!Sitting Pretty Awful                   | Nem nyúlka-piszkaVigyázz, gyerek                                 | 1999. augusztus 27.  |
| 82. | 36. | He's A Bad, Bad, Bad SportDapper Duck Burgers                  | A játék nem játékKaján-kacsa-burger                              | 1999. szeptember 3.  |
| 83. | 37. | It Runs GoodHot Air Buffoons                                   | Pöpec tragacsHőlégbalgák                                         | 1999. szeptember 10. |
| 84. | 38. | Timon in LoveKahuna Potato                                     | Szerelmes TimonKahuna Tamata                                     | 1999. szeptember 17. |
| 85. | 39. | Mook IslandCliphangers                                         | KukaszigetEsés az esőben                                         | 1999. szeptember 24. |